# Lion de mer de Steller
Eumetopias jubatus
Genre
Espèce
Répartition géographique
Statut de conservation UICN

 NT  : Quasi menacé
Le lion de mer de Steller, ou otarie de Steller (Eumetopias jubatus), est la plus grande des espèces d'otaries. Il peut vivre jusqu'à 51,6 ans. Les mâles sont quatre fois plus lourds que les femelles et les plus gros peuvent atteindre 1 tonne pour une longueur de 3 m. Une femelle pèse environ 270 kg pour 2,20 m de longueur. C'est la seule espèce du genre Eumetopias.
Ils font partie de la liste des espèces en péril en raison de la chasse, de l'abattage, des déversements d'hydrocarbures et à la diminution de leurs proies potentielles.

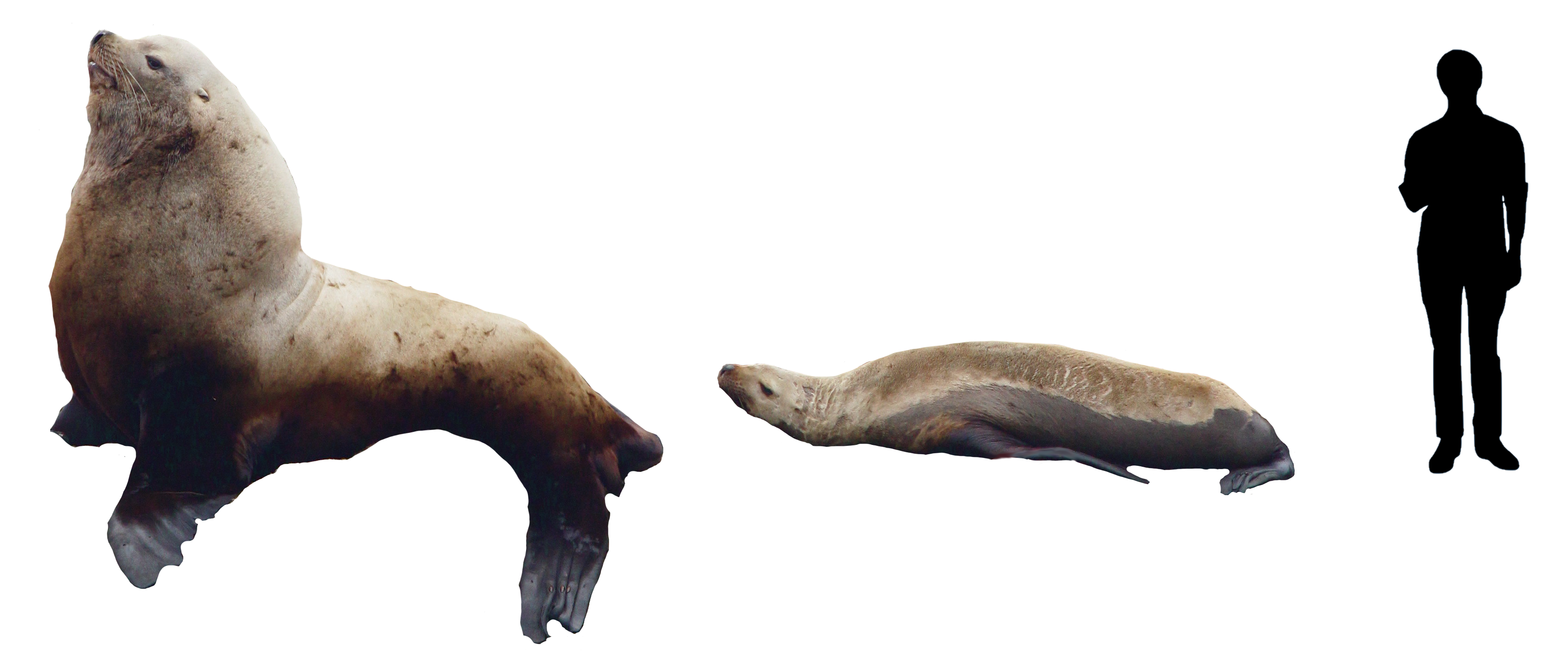
Comparaison avec l'homme.

## Morphologie
À la naissance, la fourrure de l'Otarie de Steller adulte est brun foncé, presque noire. Elle demeure foncée pendant plusieurs mois. Chez le juvénile et l'adulte, elle varie du jaune pale à rougeâtre. Les nouveau-nés pèsent de 16 à 23 kg. Les femelles adultes atteignent une masse variant entre 200 et 300 kg. Elles mesurent en moyenne 2,5 m de longueur. Les mâles sont légèrement plus grands, mesurant en moyenne 3 m de longueur. Leur cou est beaucoup plus large que celui des femelles. Ils pèsent de 400 à 800 kg.

## Écologie

### Alimentation
L'Otarie de Steller est un prédateur opportuniste. Son régime est constitué d'un large éventail de poissons et d'invertébrés, mais est dominé par une ou deux espèces, selon les régions et les saisons.
Les otaries vivant dans l'ouest de l'Alaska se nourrissent surtout de colin d'Alaska (Theragra chalcogramma) et de maquereau Atka (Pleurogrammus monopterygius (en)), tandis que celles du golfe d'Alaska consomment principalement du colin d'Alaska (Theragra chalcogramma),. Au sud-est de l'Alaska et en Colombie-Britannique, les deux principales espèces consommées sont le colin d'Alaska et le hareng (Clupea pallasii),. Les otaries de ces régions chassent aussi, occasionnellement, le merlu du Pacifique nord (Merluccius productus), la plie à grande bouche (Atheresthes stomias), du saumon du Pacifique (Oncorhynchus spp.), les raies (Raja spp.) et des céphalopodes. 
Les otaries de Steller qui vivent plus au sud, sur les côtes de la Californie et de l'Oregon, se nourrissent surtout de merlu du Pacifique nord (Merluccius productus), mais aussi de saumons (Oncorhyncus spp.), de raies, de lamproies du Pacifique (Lampetra tridentata), de clupéidés (hareng et pilchard de Californie), de sébastes (Sebastes spp.) et d'anchois de Californie (Engraulis mordax).
Des analyses de contenus stomacaux ont montré que des gastrolithes sont souvent retrouvées dans l'estomac de l'Otarie de Steller,. Ces pierres contribueraient à la digestion en broyant les proies avalées.

### Répartition et habitat
L'Otarie de Steller vit près des côtes dans le nord de l'océan Pacifique. Il existe deux populations: la population de l'Est et la population de l'Ouest. La population de l'Est s'étend du sud de la Californie au sud-est de l'Alaska. La population de l'Ouest, quant à elle, vit dans le golfe de l'Alaska, la mer de Béring, jusqu'aux îles Kouriles, au sud.
On le retrouve principalement entre la zone intertidale et la limite du plateau continental. Il peut aussi s'aventurer dans les estuaires.

### Reproduction
Leurs lieux de reproduction se trouvent entre le Golfe central de l'Alaska et les îles Aléoutiennes occidentales, et celle-ci a lieu au bord de la mer, dans les rochers. La durée de gestation est d'environ 50 semaines. Le nouveau-né mesure en moyenne 1 m, pour une masse de 17 à 23 kg. Le petit est allaité durant un an, et il peut rester avec sa mère parfois jusqu'à trois ans. Au bout d'un an, les jeunes mesurent en moyenne 1,78 m. On peut les retrouver du sud de la Californie jusqu'au Japon septentrional.

### État des populations
Entre les années 1950 et 1970, on estime que la population globale d'otaries de Steller est passée de 250 000 à près de 300 000 individus. En 2015, la population était estimée à environ 160 000 individus.
La population de l'Ouest a subi un déclin important, de 70 à 80%, à partir des années 1970. Le déclin aurait commencé dans l'est des îles Aléoutiennes avant de s'étendre à l'ouest des îles et dans le golfe d'Alaska, pendant les années 1980 et 1990. Pour cette raison, la population de l'Ouest a été désignée menacée aux États-Unis en 1990. Les causes de ce déclin demeurent débattues. L'hypothèse principale veut que l'abondance et/ou la qualité des proies ait diminué, menant à un stress alimentaire chronique chez les otaries. 

#### GenreEumetopias
- (en) Mammal Species of the World (3e  éd., 2005) :  Eumetopias
- (fr + en) ITIS : Eumetopias  Gill, 1866
- (en) Animal Diversity Web : Eumetopias
- (en) NCBI : Eumetopias (taxons inclus)

#### EspèceEumetopias jubatus
- (en) Mammal Species of the World (3e  éd., 2005) :  Eumetopias jubatus
- (en) Brainmuseum : Eumetopias jubatus
- (fr + en) ITIS : Eumetopias jubatus  (Schreber, 1776)
- (en) Animal Diversity Web : Eumetopias jubatus
- (en) NCBI : Eumetopias jubatus (taxons inclus)
- (en) UICN : espèce Eumetopias jubatus (Schreber, 1776) (consulté le 22 mai 2015)
- (en) Fonds documentaire ARKive : Eumetopias jubatus
- Évaluation et Rapport de situation du COSEPAC sur l’otarie de Steller au Canada 2003